# 나수르딘 이마보프
나수르딘 이마보프(Nassourdine Imavov, 1996년 3월 1일~)는 러시아 출신이지만 프랑스로 이주 후 UFC 미들급에서 활동 중인 종합격투기 선수이다. 뛰어난 킥력과 거리 컨트롤을 바탕으로 'The Sniper'라는 별명을 얻었고, 네 차례 연승 포함 인상적인 경기력을 선보이며 상위 랭커로 자리했다. 2025년 2월에는 Israel Adesanya를 2라운드 TKO로 꺾으며 화제를 모았다.

## 선수 경력
이마보프는 2016년 프로 MMA로 데뷔한 뒤 유럽 지역단체를 중심으로 활동하며 기록을 쌓았다. 2019년 Thunderstrike Fight League 웰터급 챔피언에 오른 후 2020년 UFC 데뷔 무대를 가졌다. UFC 데뷔전에서는 Jordan Williams를 판정으로 이겼으며, 이어 Phil Hawes에게 승부차기 패배를 당했다. 후속 경기에서는 Ian Heinisch, Edmen Shahbazyan, Joaquin Buckley 등을 차례로 꺾는 등 미들급 랭킹 진입에 성공했다. 2023년 초 Sean Strickland에게 판정패했으나, 2024년 2월 Roman Dolidze, 6월 Jared Cannonier에게 KO로 승리하며 부활했고, 2025년 2월 UFC Fight Night 메인이벤트에서 전 챔피언 Israel Adesanya를 2라운드 TKO로 제압하며 결정적인 승리를 거머쥐었다. 2025년 9월 UFC Paris에서 Caio Borralho와 메인이벤트 대결을 앞두고 있다.

## 종합격투기 전적
| 결과 | 전적 | 상대             | 방식                        | 대회                                   | 날짜       | 장소                   |
| ---- | ---- | ---------------- | --------------------------- | -------------------------------------- | ---------- | ---------------------- |
| 승   | 16–4 | Israel Adesanya  | TKO (punches)               | UFC Fight Night: Adesanya vs. Imavov   | 2025‑02‑01 | 리야드, 사우디아라비아 |
| 승   | 15–4 | Jared Cannonier  | TKO (punches)               | UFC on ESPN: Cannonier vs. Imavov      | 2024‑06‑08 | 루이빌, 미국           |
| 승   | 14–4 | Roman Dolidze    | 판정 (majority)             | UFC Fight Night: Dolidze vs. Imavov    | 2024‑02‑03 | 라스베이거스, 미국     |
| 패   | 13–4 | Sean Strickland  | 판정 (unanimous)            | UFC Fight Night: Strickland vs. Imavov | 2023‑01‑14 | 라스베이거스, 미국     |
| 무효 | 13–3 | Chris Curtis     | No Contest (clash of heads) | UFC 289                                | 2023‑06‑10 | 밴쿠버, 캐나다         |
| 승   | 13–3 | Joaquin Buckley  | 판정 (unanimous)            | UFC Fight Night: Gane vs. Tuivasa      | 2022‑09‑03 | 파리, 프랑스           |
| 승   | 12–3 | Edmen Shahbazyan | TKO (elbows)                | UFC 268                                | 2021‑11‑06 | 뉴욕, 미국             |
| 승   | 11–3 | Ian Heinisch     | TKO (knee & punches)        | UFC on ESPN: Sandhagen vs. Dillashaw   | 2021‑07‑24 | 라스베이거스, 미국     |
| 패   | 10–3 | Phil Hawes       | 판정 (majority)             | UFC Fight Night: Blaydes vs. Lewis     | 2021‑02‑20 | 라스베이거스, 미국     |
| 승   | 10–2 | Jordan Williams  | 판정 (unanimous)            | UFC on ESPN: Holm vs. Aldana           | 2020‑10‑04 | 아부다비, UAE          |

## 타이틀 및 수상
- UFC 중간 랭킹 상위권 선수
- TFL 웰터급 챔피언 (2019)
- UFC Performance of the Night 수상 (vs Israel Adesanya)
- UFC Fight of the Night 수상 (vs Joaquin Buckley, Jared Cannonier)

## 관련 문서
- UFC
- 미들급 (종합격투기)
- 이스라엘 아데산야
- 로만 돌리제
- 션 스트릭랜드
- 크리스 커티스